# November 2013
Portal Geschichte | Portal Biografien | Aktuelle Ereignisse | Jahreskalender | Tagesartikel

◄ |
20. Jahrhundert |
21. Jahrhundert

◄ |
1980er |
1990er |
2000er |
2010er
| 2020er | 2030er | 2040er

◄ |
2009 |
2010 |
2011 |
2012 |
2013
| 2014 | 2015 | 2016 | 2017 | ►

◄ |
August 2013 |
September 2013 |
Oktober 2013 |
November 2013 |
Dezember 2013 |
Januar 2014 |
Februar 2014 |
►
Dieser Artikel behandelt tagesbezogene Nachrichten und Ereignisse im November 2013.

## Tagesgeschehen

### Freitag, 1. November 2013
- Berlin/Deutschland: Der Ministerpräsident von Niedersachsen Stephan Weil (SPD) tritt sein Amt als Präsident des Bundesrates an.[1]
- Berlin/Deutschland: Nach einem Treffen mit dem Whistleblower Edward Snowden in Russland präsentiert der Grünen-Politiker Hans Christian Ströbele einen offenen Brief Snowdens, in dem dieser sich bereit erklärt, in Deutschland zur NSA-Spionageaffäre auszusagen.[2]

### Samstag, 2. November 2013
- Kidal/Mali: Die beiden Radio France Internationale (RFI)-Journalisten Ghislaine Dupont und Claude Verlon werden kurz nach ihrer Entführung tot in der Wüste außerhalb von Kidal gefunden.[3]
- Jerewan/Armenien: Ein Kurzschluss in der aus dem Iran kommenden Stromleitung der Armenian NPP legt 70 % der Stromversorgung des Staates lahm.[4]
- Vizianagaram/Indien: Bei einem schweren Zugunglück des Bokaro Express sterben in der Gotlam Station in der Provinz Andhra Pradesh mindestens zehn Menschen.[5]

### Sonntag, 3. November 2013

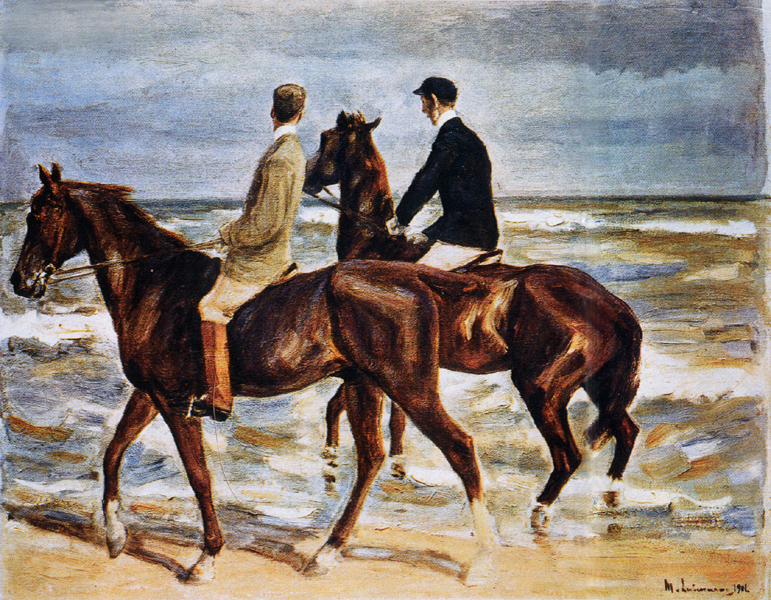
Gefunden in München: Max Liebermanns
Zwei Reiter am Strand

- Berlin/Deutschland: Das Volksbegehren über die Rekommunalisierung der Berliner Energieversorgung scheitert.[6]
- Berlin/Deutschland: Die Staatsanwaltschaft Berlin ermittelt gegen den ehemaligen Staatsminister im Kanzleramt Eckart von Klaeden (CDU) wegen möglicher Vorteilsannahme.[7]
- Chaungtha/Myanmar: Vor der Westküste Birmas sterben am Golf von Bengalen vermutlich 50 Anhänger der muslimischen Minderheit Rohingya in einem Flüchtlingsboot.[8]
- München/Deutschland: In den Medien wird bekannt, dass der deutsche Zoll bei einer Razzia in der Wohnung Cornelius Gurlitts rund 1.500 Gemälde bedeutender Maler beschlagnahmt hat.[9]
- Westafrika: Die Sonnenfinsternis vom 3. November 2013 ist über dem Atlantik und Teilen Afrikas sichtbar.

### Montag, 4. November 2013
- Almelo/Niederlande: Eröffnung des Prozesses um den Neurologen Ernst Jansen wegen der falschen Diagnose unheilbarer Krankheiten an 9 Patienten vor der Rechtbank Overijssel.[10]
- Madrid/Spanien: Die Justiz beschlagnahmt Immobilien des Herzogs Iñaki Urdangarin und ermittelt wegen Veruntreuung öffentlicher Gelder und  Steuerbetruges.[11]
- München/Deutschland: Das Landgericht München II lässt die Anklage gegen Uli Hoeneß wegen Steuerhinterziehung zu.[12]
- Wien/Österreich: Bei der 14. Verleihung des Nestroy-Theaterpreises werden Christiane von Poelnitz als beste Schauspielerin und Gregor Bloéb als bester Schauspieler ausgezeichnet.

### Dienstag, 5. November 2013
- Berlin/Deutschland: Die britische Tageszeitung The Independent berichtet auf Basis von Angaben des Whistleblowers Edward Snowden über Spionageeinrichtungen des Nachrichtendienstes GCHQ in der britischen Botschaft in Berlin.[13]
- Dhaka/Bangladesch: In einem Massenprozess wegen Meuterei werden mehr als 150 Angehörige der paramilitärischen Bangladesh Rifles (BDR) zum Tode verurteilt, 160 zu lebenslangen Haftstrafen.[14]
- New York/Vereinigte Staaten: Der Demokrat Bill de Blasio gewinnt die Bürgermeisterwahlen von New York vor dem republikanischen Gegenkandidaten Joe Lhota. Er wird somit Nachfolger von Michael Bloomberg.[15]
- Sriharikota/Indien: Die Raumsonde Mars Orbiter Mission (inoffiziell auch Mangalyaan) der indischen Raumfahrtbehörde ISRO startet erfolgreich vom Satish Dhawan Space Centre.[16]
- Venedig/Italien: Die Behörden verbannen Kreuzfahrtschiffe aus der historischen Altstadt, um den Markusplatz und andere Sehenswürdigkeiten zu schützen.[17]

### Mittwoch, 6. November 2013
- Chennai/Indien: Schachweltmeisterschaft 2013 (bis voraussichtlich 26. November)
- Denver/Vereinigte Staaten: Die Einwohner des Bundesstaates Colorado beschließen per Volksentscheid eine Umsatzsteuer von 25 Prozent auf Marihuana, das dort 2012 legalisiert wurde.[18]
- Duschanbe/Tadschikistan: Die Präsidentschaftswahl in Tadschikistan 2013 gewinnt Amtsinhaber Emomalij Rahmon. Er regiert seit 1992.[19]
- Lausanne/Schweiz: Schweizer Experten am Institut für Strahlenphysik des Universitätsspitals Lausanne (CHUV) können nach der Exhumierung des früheren Präsidenten der palästinensischen Autonomiegebiete, Jassir Arafat, in den Knochenproben einen um das 18fache erhöhten Wert des radioaktiven Isotops Polonium-210 nachweisen.[20][21]
- München/Deutschland: Heinrich Traublinger wird von der bayrischen Landeshauptstadt im Alten Rathaus mit der Kerschensteiner-Medaille 2013 ausgezeichnet.[22]
- Potsdam/Deutschland: Nach anhaltenden Misshandlungsvorwürfen kündigt Brandenburgs Jugendministerin Martina Münch (SPD) die Schließung der umstrittenen Kinder- und Jugendheime der Haasenburg an.[23]
- Salt Lake City/Vereinigte Staaten: Bei Ausgrabungen entdecken Wissenschaftler Überreste der bislang unbekannten Dinosaurierart Lythronax argestes, eines Verwandten des Tyrannosaurus Rex.[24]

### Donnerstag, 7. November 2013

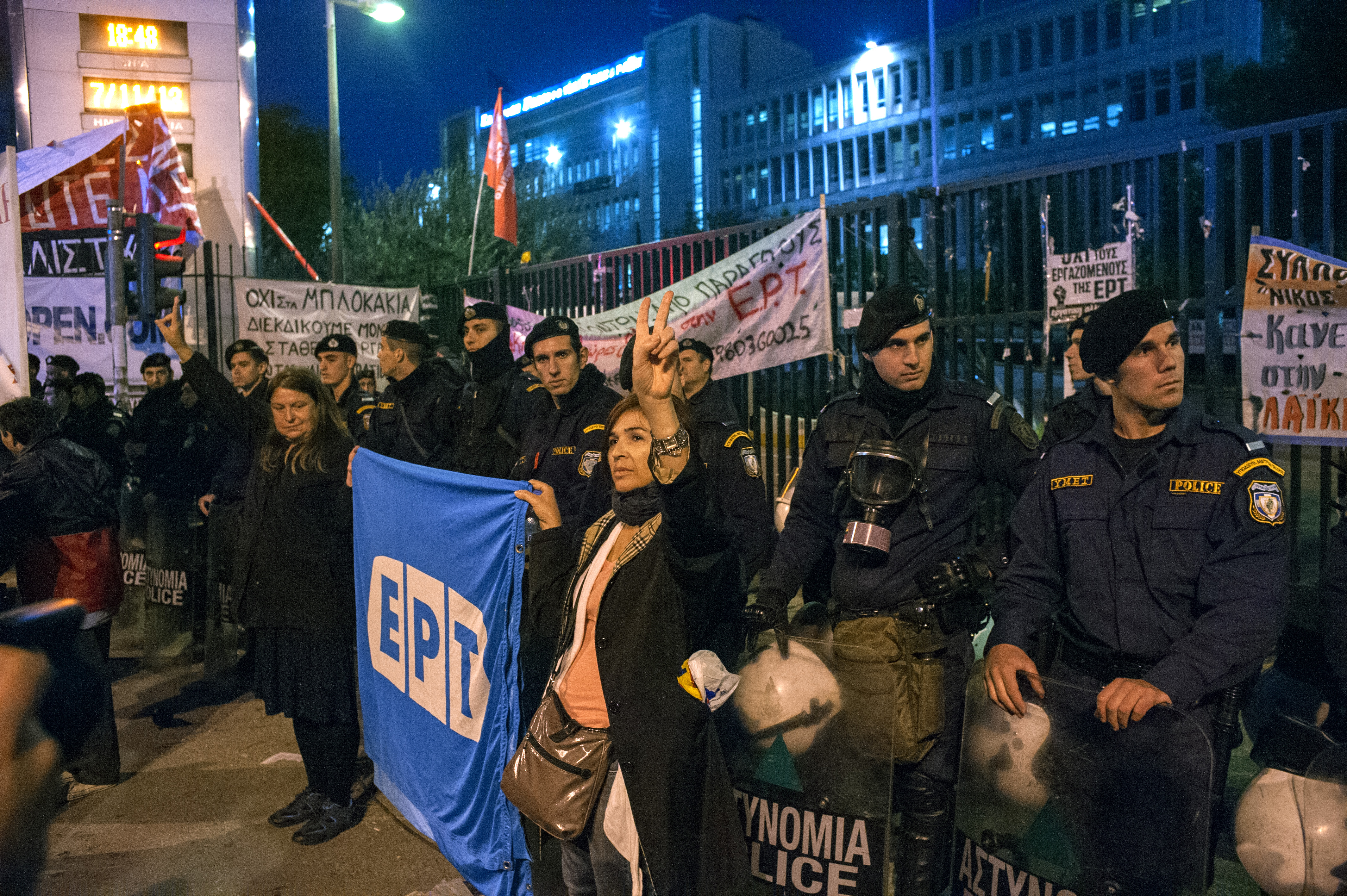
Protest gegen die Maßnahmen gegen ERT in Agia Paraskevi

- Akay Vtoroy/Kasachstan: Die olympische Fackel verlässt erstmals mit einer Rakete vom Kosmodrom Baikonur die Erde. Die Fackel wird einen Tag später erstmals auf einem historischen Weltraumspaziergang rund um die ISS ausgeführt.[25]
- Athen/Griechenland: Die Polizei räumt das Hauptgebäude der im Juli aus Spargründen geschlossenen staatlichen Rundfunk- und Fernsehanstalt ERT. Nach der Schließung besetzten ehemalige Mitarbeiter das Gebäude und produzierten seitdem ein Fernsehprogramm für das Internet.[26]
- Berlin/Deutschland: Die WikiLeaks-Mitarbeiterin und Snowden-Vertraute Sarah Harrison will vorerst in Deutschland bleiben und wirbt in einem offenen Brief um Asyl für Snowden.[27]
- Brüssel/Belgien: 7. EU-Republik Korea-Gipfel mit EU-Ratspräsident Herman Van Rompuy, EU-Kommissionspräsident José Manuel Barroso und Südkoreas Premierminister Jung Hong-won. Dabei ging es auch um weitere Fortschritte zum Abbau von Handelshemmnissen zum seit 2010 bestehenden Freihandelsabkommen und es wurde das 50-jährige Bestehen der bilateralen Beziehungen zwischen der EU und Südkorea gefeiert.[28] Der europäische Automobilherstellerverband ACEA kritisierte den noch fehlenden Abbau von Handelsschranken.[29]
- Cape Canaveral/Vereinigte Staaten: Forscher entdecken mit dem Weltraumteleskop Hubble mit dem P/2013 P5 einen Asteroiden mit sechs Schweifen.[30]
- Frankfurt am Main/Deutschland: Das vom Architekten Wilhelm Berentzen gebaute Mehrfamilienhaus, in dem der nie geklärte Mord an der Prostituierten Rosemarie Nitribitt geschah, wird vom hessischen Landesamt für Denkmalpflege in die Denkmalliste aufgenommen und gilt fortan als Kulturdenkmal.[31]
- Gütersloh/Deutschland: Die Bertelsmann-Stiftung zeichnet den ehemaligen UN-Generalsekretär Kofi Annan mit dem mit 200.000 Euro dotierten Reinhard-Mohn-Preis aus.[32]
- Löwen/Belgien: Chirurgen der Universität Löwen entdecken im menschlichen Kniegelenk ein neues Band (Anterolaterales Ligament), das bereits 1879 vom französischen Chirurgen Paul Ferdinand Segond dort vermutet wurde.[33]
- Miran Shah/Pakistan: Die pakistanische Tehrik-i-Taliban Pakistan ernennt den Hardliner Mullah Fazlullah zum Nachfolger des getöteten Hakimullah Mehsud.[34]
- New York/Vereinigte Staaten: Der Online-Kurznachrichtendienst Twitter startet auf dem Börsenparkett an der New Yorker Wall Street mit seiner Aktie bei 26 US-Dollar.[35]
- Tarmija/Irak: Bei einem Selbstmordanschlag auf das Militärcamp Tarmiyah durch Anhänger der Al-Qaida Splittergruppe Sahwa sterben mindestens 19 Menschen und mindestens 40 weitere werden schwer verletzt.[36]

### Freitag, 8. November 2013

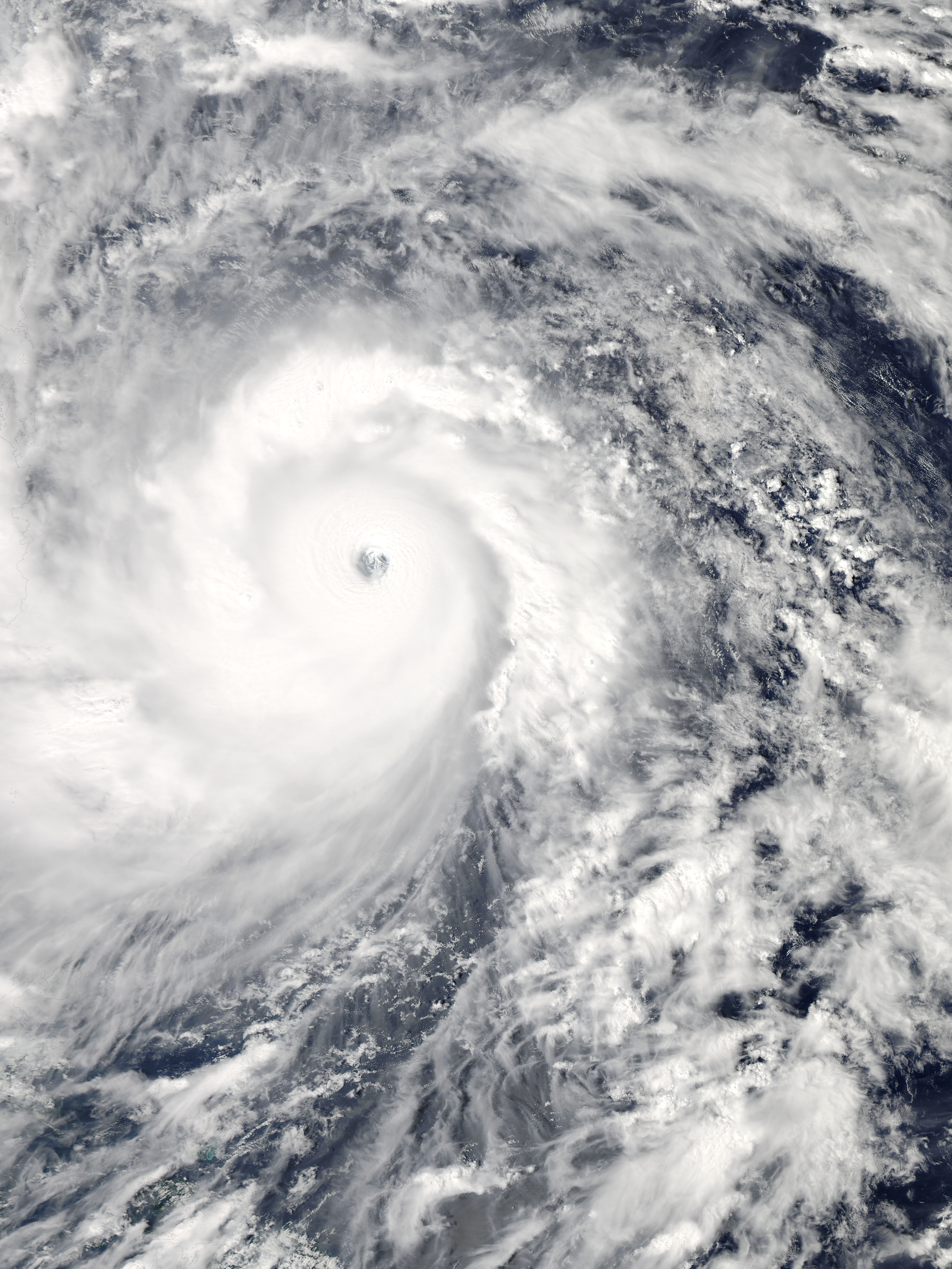
Taifun Haiyan

- Agrigent/Italien: Bei einer Razzia auf Sizilien verhaften die Behörden den Schlepper Elmi Mouhamaud Muhidin wegen Entführung und Vergewaltigung. Muhidin und seine Hintermänner sollen als Organisator des Flüchtlingsschiffes verantwortlich sein, das am 3. Oktober 2013 sank und 365 Menschen in den Tod riss.[37]
- Guiuan/Philippinen: Der Taifun „Haiyan“ erreicht mit einer Geschwindigkeit von 380 km/h das Festland der Philippinen.[38] Die Stadt Tacloban City wird zu 80 Prozent zerstört.[39]
- Masar-e Scharif/Afghanistan: Eine Aufklärungsdrohne der Bundeswehr vom Typ Heron ist aufgrund eines Verbindungsfehlers zwischen der Drohne und der Bodenstation im Camp Marmal in Masar-e Scharif mit einem Berg in der Provinz Badachschan kollidiert und wurde schwer beschädigt. Eine Bergung der Trümmer wurde auf Grund der geographischen Gegebenheiten an der Absturzstelle sowie des Zustandes der Drohne nicht in Betracht gezogen und die Trümmerteile der Drohne zerstört.[40]
- Mogadischu/Somalia: Bei einem Autobombenanschlag auf das Hotel Maka Al Mukarama in der somalischen Hauptstadt kommen mindestens elf Menschen ums Leben und zahlreiche weitere werden verletzt. Spekulationen zufolge steckt die Al-Shabaab-Miliz hinter dem Anschlag.[41]
- Oberwiesenthal/Deutschland: Erstmals seit 40 Jahren wird in Deutschland ein neues Bergwerk eröffnet. Im Erzgebirge soll unter Tage Fluss- und Schwerspat gefördert werden. Betreiber ist die EFS, eine Tochtergesellschaft der Nickelhütte Aue.[42]

### Samstag, 9. November 2013
- Karabulak/Russland: Die autonome Teilrepublik Inguschetien im Kaukasus erlässt ein Gesetz gegen den Brautraub. Der traditionelle Brauch verstoße gegen den Koran und zieht bei Ausübung eine Strafe von 200.000 Rubel nach sich.[43]
- Malinau Hulu/Indonesien: Beim Absturz eines Mi-17-Hubschraubers der Tentara Nasional Indonesia auf Borneo sterben im Malinau-Distrikt in der Provinz Kalimantan Utara 13 Menschen.[44]

### Sonntag, 10. November 2013
- Düsseldorf/Deutschland: Die frühere FDP-Politikerin Irmgard Schwaetzer wird als Nachfolgerin von Katrin Göring-Eckardt zum Präses der Synode der Evangelischen Kirche in Deutschland gewählt.[45]
- Islamabad/Pakistan: Der Dachverband von Privatschulen verbietet das Buch Ich bin Malala der Aktivistin Malala Yousafzai und legt gleichzeitig ein Vorlese-Verbot fest.[46]
- München/Deutschland: Nachdem München bei der Wahl für die Olympischen Winterspiele 2018 unterlegen war, scheitert erneut eine Bewerbung für die Olympischen Winterspiele 2022. Bei den in München, im Landkreis Berchtesgadener Land, in Garmisch-Partenkirchen und im Landkreis Traunstein durchgeführten Bürgerentscheiden fehlen die nötigen Mehrheiten.[47]

### Montag, 11. November 2013

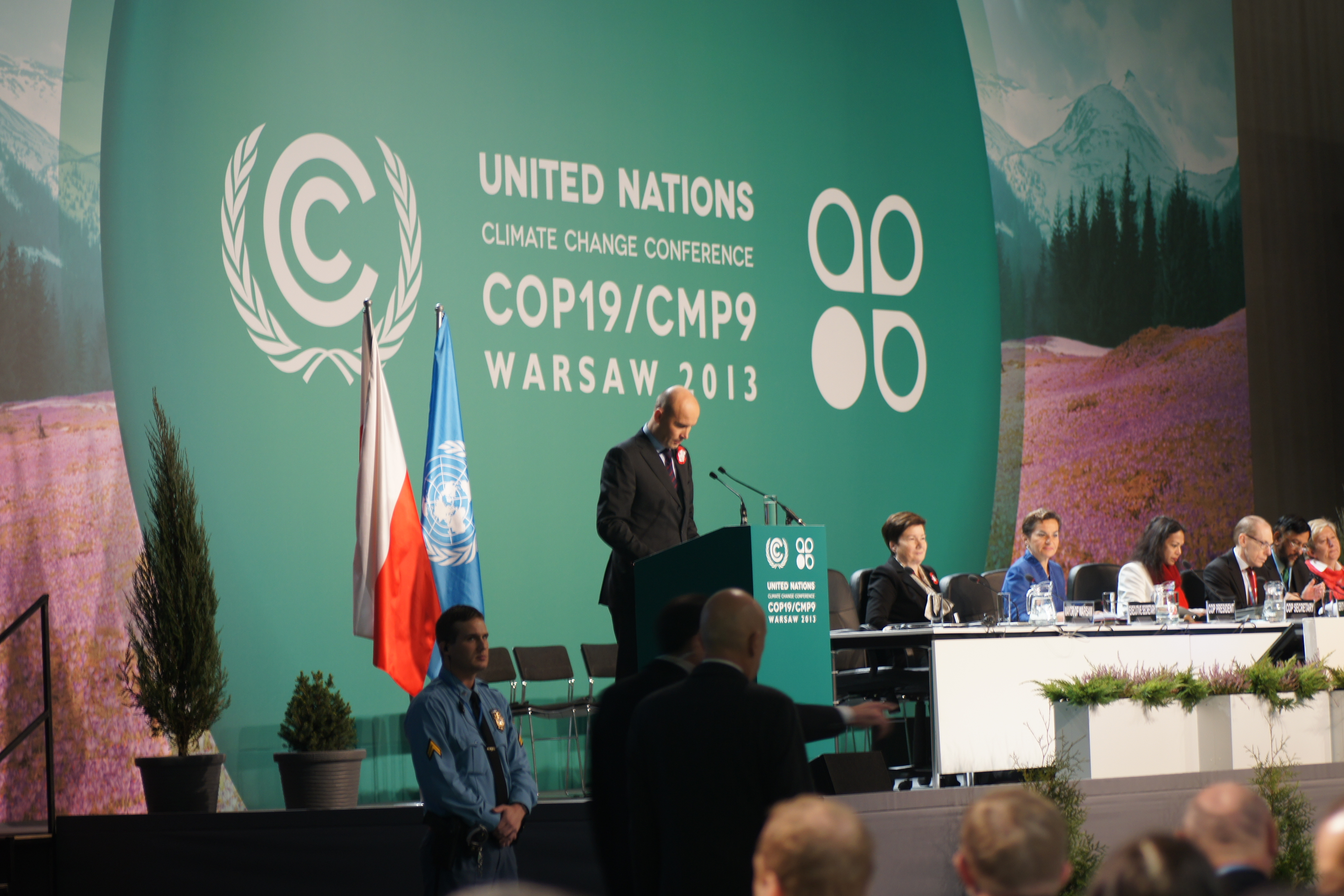
Eröffnung der UN-Klimakonferenz in Warschau

- Chartres/Falklandinseln: Der ESA-Satellit GOCE verglüht nach einer über dreijährigen erfolgreichen Mission beim Eintritt in die Erdatmosphäre. Er lieferte die bis dahin genaueste Karte des Erdschwerefelds.[48]
- Den Haag/Niederlande: Der Internationale Gerichtshof (IGH) präzisierte seine Entscheidung von 1962 zum Grenzkonflikt zwischen Kambodscha und Thailand um den Hindutempel Prasat Preah Vihear dahingehend, dass auch die Umgebung um den Tempel vollständig zu Kambodscha gehöre und die Thailänder ihre Streitkräfte abziehen müssen.[49][50]
- Garoowe/Somalia: Ein tropischer Zyklon verwüstet Landstriche im Norden Somalias und fordert mindestens 100 Todesopfer. Die Behörden der halbautonomen Region Puntland bitten um internationale Hilfe.[51]
- Genf/Schweiz: Das UN-Flüchtlingshilfswerk UNHCR beginnt auf Bitten der Regierung von Kenia ein freiwilliges Rückkehrprogramm von somalischen Flüchtlingen aus Italien. Die kenianische Regierung vermutet unter den Flüchtlingen Anhänger der radikal-islamischen Shabaab-Miliz.[52]
- Johannesburg/Südafrika: Beginn der 4. Welt-Anti-Doping-Konferenz der World Anti-Doping Agency (WADA) mit Beratungen zu einer Verschärfung der Anti-Doping-Bestimmungen.[53]
- Kathmandu/Nepal: Im Vorfeld der bevorstehenden Wahl zu einer neuen verfassungsgebenden Versammlung wird der Generalstreik ausgerufen und es kommt zu Unruhen.[54]
- Kwaggafontein/Südafrika: Bei einem Busunglück in der Provinz Mpumalanga sterben mindestens 29 Menschen.[55]
- New York/Vereinigte Staaten: Das Bild Three Studies of Lucian Freud des britischen Künstlers Francis Bacon wird bei seiner Versteigerung für 142 Millionen US-Dollar bei Christie’s im Rockefeller Center zum teuersten Bild der Welt.[56]
- Warschau/Polen: Beginn der UN-Klimakonferenz 2013 mit der Fortsetzung der Verhandlungen zu einem Welt-Klimavertrag.[57]

### Dienstag, 12. November 2013

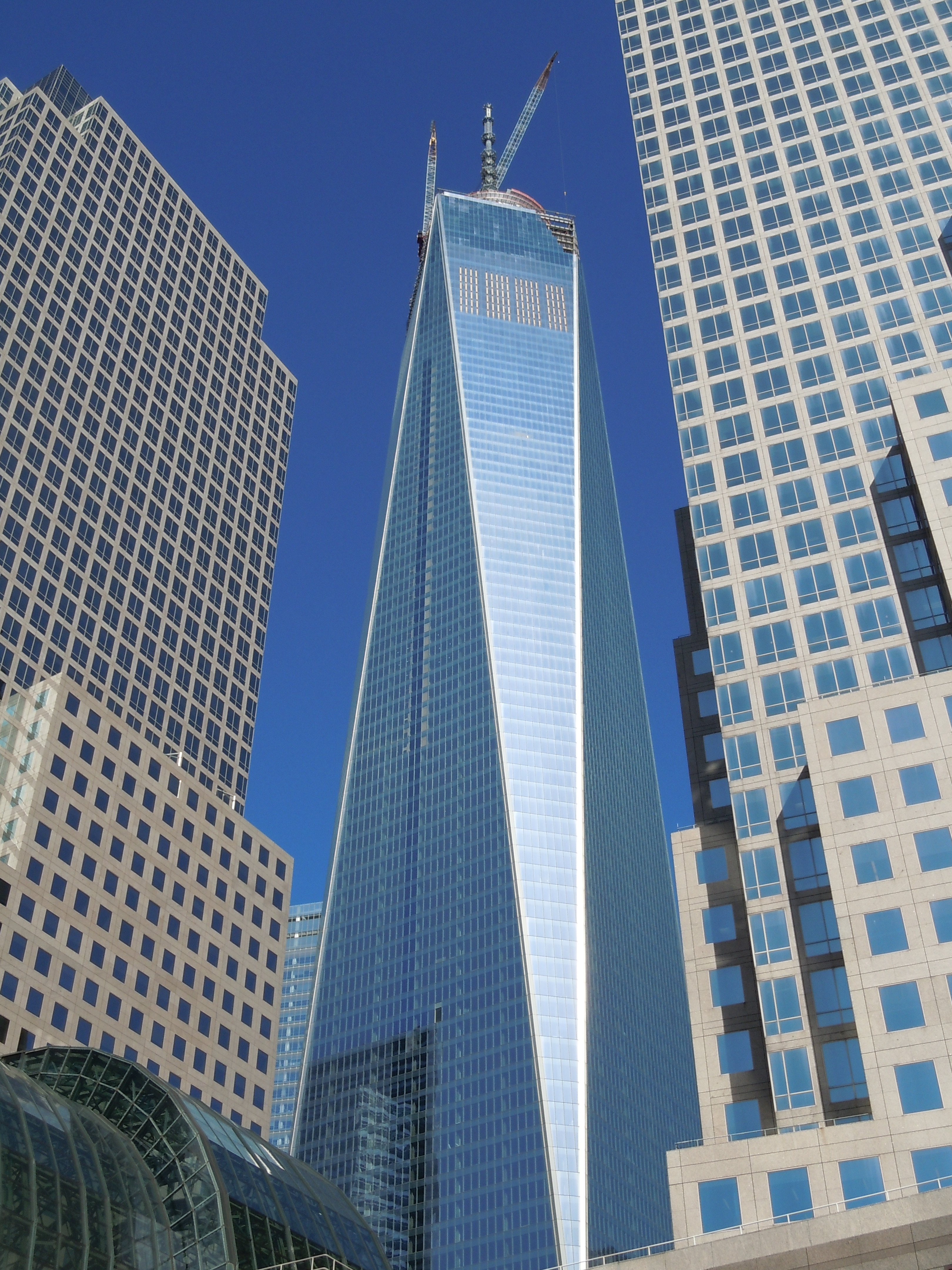
One World Trade Center in New York

- Chicago/Vereinigte Staaten: Ein Expertenausschuss des Council on Tall Buildings and Urban Habitat ernennt das One World Trade Center zum neuen höchsten Gebäude der USA.[58] Es löst den 1974 erbauten Willis Tower in Chicago ab, der höher ist, als es die Zwillingstürme des New Yorker World Trade Centers waren.
- Fort Worth/Vereinigte Staaten: Die American Airlines und US Airways beschließen ihre Fusion unter dem Mutterkonzern AMR Corporation.[59]
- Frankfurt am Main/Deutschland: Das Landgericht Frankfurt verurteilt das ehemalige Mitglied der linksextremistischen Terrororganisation Revolutionäre Zellen Sonja Suder wegen eines Sprengstoffanschlags und spricht sie hinsichtlich der Mordanklage wegen Beteiligung am Attentat auf die Opec-Ministerkonferenz 1975 in Wien frei.[60]
- Genf/Schweiz: Ein seltener orangefarbener Diamant des Gemological Institute of America erzielt bei seiner Versteigerung bei Christie’s eine Rekordsumme von 35,5 Millionen Dollar.[61]
- New York/Vereinigte Staaten: Auf einer Auktion von Christie’s wird das 1969 von Francis Bacon erschaffene Triptychon Three Studies of Lucian Freud für das Gebot von 142,4 Millionen US-Dollar an einen unbekannten Bieter verkauft und ist nun das teuerste Gemälde der Welt.[62]

### Mittwoch, 13. November 2013
- A Coruña/Spanien: Elf Jahre nach der schwersten Öl-Katastrophe in der Geschichte Spaniens werden der Kapitän und der Maschinist des Öltankers „Prestige“ freigesprochen.[63]
- Genf/Schweiz: Der rosafarbene Diamant Pink Star (1999–2007 als Steinmetz Pink bezeichnet) mit 59,6 Karat und einer Größe von 2,69 cm × 2,06 cm wird von Sotheby’s für 83 Millionen US-Dollar an den Diamantschleifer Isaac Wolf versteigert, der den Diamanten danach in „The Pink Dream“ umbenennt.[64]

### Donnerstag, 14. November 2013
- Budapest/Ungarn: Das Stadtparlament der ungarischen Hauptstadt beschließt mit der Mehrheit der Stimmen der konservativen Fidesz-Partei und der rechtsextremen Jobbik umfangreiche Sperrzonen für Obdachlose. Die Betroffenen dürfen alle Orte, die zum Weltkulturerbe zählen, nicht mehr als Aufenthaltsort benutzen, der einem „Wohnen“ gleichkomme. Betroffen hiervon ist besonders das Donauufer und das Burgviertel sowie 29 Unterführungen, die Sperrzonen umfassen auch den Umkreis von 100 Metern zu Kinderspielplätzen, Schulen und Friedhöfen.[65][66]
- Frankfurt (Oder)/Deutschland: Das Online-Versandhandelsunternehmen getgoods.de beantragt wegen Zahlungsunfähigkeit die Eröffnung des Insolvenzverfahrens.[67]
- Hannover/Deutschland: Beginn des Prozesses gegen den ehemaligen Bundespräsidenten Christian Wulff wegen Vorteilsannahme.[68]
- Leipzig/Deutschland: Auf dem ordentlichen Bundesparteitag der SPD wird der amtierende Parteivorsitzende Sigmar Gabriel mit 83,6 Prozent der Stimmen im Amt bestätigt.[69]
- Mechanicsburg/Vereinigte Staaten: Die Harrisburger Patriot-News entschuldigt sich 150 Jahre nach der Veröffentlichung für einen Leitartikel zur Rede des amerikanischen Präsidenten Abraham Lincoln am 19. November 1863 in Gettysburg.[70]
- Omaha/Vereinigte Staaten: Das Unternehmen Berkshire Hathaway erwirbt Aktien im Wert von 3,45 Milliarden Dollar vom amerikanischen Ölkonzern ExxonMobil.[71]
- Toronto/Kanada: Der Toronto Police Service sprengt nach dreijährigen Ermittlungen einen internationalen Kinderpornoring. Weltweit werden 341 Personen festgenommen, darunter allein in Kanada 108 und in den USA 76 Personen. Hauptverdächtiger ist der 42-jährige Kanadier Brian Way, bei dem die Polizei rund 45 Terabyte Daten mit Hunderttausenden Fotos und Filmen vor allem von Kindern aus Osteuropa entdeckten. Insgesamt konnten 386 missbrauchte Kinder gerettet werden.[72][73]
- Toulon/Frankreich: Vor dem Tribunal de commerce (Handelsgericht) wird im Gesundheitsskandal um mangelhafte Brustimplantate des französischen Herstellers Poly Implant Prothèse (PIP) der deutschen TÜV Rheinland AG eine Mithaftung zugewiesen. Der TÜV-Rheinland gibt an, in Berufung zu gehen.[74]

### Freitag, 15. November 2013
- Brüssel/Belgien: Treffen des Rates für Wirtschaft und Finanzen der Europäischen Union u. a. zum einheitlichen Bankenaufsichtsmechanismus und zur Anpassung der Richtlinie 2003/48/EG im Bereich der Besteuerung von Zinserträgen.[75]
- Colombo/Sri Lanka: Gipfeltreffen der Staats- und Regierungschefs des Commonwealth of Nations bis zum 17. November.[76]
- Hội An/Vietnam: Nach anhaltenden heftigen Regenfällen sterben durch ein Hochwasser in der Provinz Quảng Ngãi  mindestens 41 Menschen. 7 weitere sterben durch Erdrutsche in der Provinz Bình Định. Etwa 80 000 Menschen in den betroffenen Gebieten in Zentralvietnam müssen ihre Häuser verlassen.[77]
- New York/Vereinigte Staaten: Nacht acht Jahren Verfahrensdauer erklärt ein US-Bezirksgericht den Dienst Google Books, mit dem Google Bücher scannt, digitalisiert und online bereitstellt, für zulässig. Google kann sich hierfür auf das Fair-Use-Prinzip berufen.[78]
- Peking/China: Die chinesische Staatsführung beschließt eine Änderung der Ein-Kind-Politik. Zukünftig sind Ehepaaren zwei Kinder erlaubt, soweit zumindest ein Elternteil Einzelkind war. Zudem sollen die Straflager aufgelöst werden, in denen Inhaftierte ohne Gerichtsurteil zur Umerziehung durch Arbeit eingewiesen werden konnten.[79]
- Tripolis/Libyen: Bei einer Demonstration gegen die Präsenz der mächtigen Misrata-Miliz in der libyschen Hauptstadt kommt es im südlichen Stadtteil Gharghur zu bewaffneten Auseinandersetzungen, bei der nach Behördenangaben 31 Menschen getötet und 285 verletzt werden.[80]
- Washington, D.C./Vereinigte Staaten: Das FBI gibt bekannt, dass die Internet-Gruppe Anonymous über Monate Computer der US-Regierung angezapft und sensible Daten abgegriffen hat. Der US-Amerikaner Jeremy Hammond wird wegen der Weitergabe von Millionen E-Mails des Think Tank Stratfor an Wikileaks zu 10 Jahren Haft verurteilt.[81][82]

### Samstag, 16. November 2013
- al-Faschir/Südsudan: Bei erneuten Kämpfen zwischen den verfeindeten Stammesmilizen Misseriya und Salamat in der Krisenregion Darfur sterben rund hundert Menschen. In Abstimmung mit der sudanesischen Regierung interveniert der Tschad mit Kampfhubschraubern und einen Militärkonvoi.[83][84]
- Igoumenitsa/Griechenland: Die linksextreme Gruppe Μαχόμενες Επαναστατικές Λαϊκές Δυνάμεις (MELO) (Militante Revolutionäre Volkskräfte) bekennt sich zu dem Mord an zwei Mitgliedern der rechtsextremen Partei Goldene Morgenröte am 1. November 2013.[85]
- Los Angeles/Vereinigte Staaten: Die Schauspieler Angelina Jolie, Angela Lansbury und Steve Martin sowie der Kostümdesigner Piero Tosi bekommen von der Academy of Motion Picture Arts and Sciences bei einer Zeremonie den Ehrenoscar.[86]
- Malé/Malediven: Der Progressive Party of Maldives Politiker Abdulla Yamin Abdul Gayyoom gewinnt die Präsidentschaftswahlen auf den Malediven.[87]
- Serikbuya/China: Bei einem Anschlag auf eine Polizeistation im Regierungsbezirk Kaschgar im Autonomen Gebiet Xinjiang sterben elf Menschen.[88]
- Teheran/Iran: Die 1965 gegründete staatliche National Iranian Gas Company (NIGC) hat wegen Überschuldung in Höhe von 100 Billionen Rial (umgerechnet rund 4 Milliarden US-Dollar) Insolvenz angemeldet. Irans Ölminister Bijan Namdar Zangeneh sprach von „fehlerhaften Entscheidungen in der Umsetzung der staatlichen Subventionen“ der Vorgängerregierung unter Staatspräsident Mahmud Ahmadinedschad.[89]

### Sonntag, 17. November 2013
- Bagdad/Irak: Bei einer Anschlagsserie in Bagdad, Bakuba und Mossul sterben mindestens 18 Menschen und 49 weitere werden verletzt.[90]
- Etzel/Deutschland: Nach einem Ölunfall laufen für sieben Stunden rund 40.000 Liter Rohöl aus einer oberirdischen Verteileranlage der Kavernenanlage Etzel bei Etzel (Landkreis Wittmund) in die umgebende Landschaft.[91]
- Hamburg/Deutschland: Der Spiegel berichtet über Dokumente des US-amerikanischen Whistleblowers Edward Snowden, wonach der britische Nachrichtendienst GCHQ mit dem Programm „Royal Concierge“ (Königlicher Portier) weltweit täglich die Online-Hotelreservierungssysteme überwacht und so Reisedaten von Diplomaten und Regierungsmitgliedern ermittelt.[92]
- Laischewo/Russland: Beim Landeanflug einer Boeing 737-500 der Tatarstan Airlines auf den Flughafen Kasan im Rajon Laischewo stürzt die Maschine ab und alle Insassen von Flug U9363 kommen ums Leben. An Bord befanden sich 44 Passagiere und sechs Besatzungsmitglieder.[93]
- London/Vereinigtes Königreich: Die Menschenrechtsorganisation Amnesty International berichtet nach einer Untersuchung der Arbeitsbedingungen in Katar zu den Vorbereitungen zur Fußball-Weltmeisterschaft 2022 von einer systematischen Ausbeutung von Arbeitsmigranten in der Baubranche und Fällen von Zwangsarbeit.[94]
- Santiago/Chile: Die Parlamentswahl und die erste Runde der Präsidentschaftswahl findet statt.[95]
- Tripolis/Libyen: Bei Gefechten in der Munizip Tripolis sterben mindestens 44 Menschen. Zudem wird der Vize-Geheimdienstchef Mustafah Nuh entführt.[96]

### Montag, 18. November 2013
- Berlin/Deutschland: Ingo Kramer wird Nachfolger von Dieter Hundt als Präsident der Bundesvereinigung der Deutschen Arbeitgeberverbände (BDA).[97]
- Cape Canaveral/Vereinigte Staaten: Die NASA bringt mit einer Atlas V401-Rakete die Sonde „Maven“ zum Mars und startet eine Mission zur Erkundung der oberen Atmosphäre des Mars.[98]
- Dahschur/Ägypten: Bei einem Zusammenstoß von drei Fahrzeugen mit einem Personenzug sterben mindestens 22 Menschen, 28 werden verletzt.[99]
- Hamburg/Deutschland: Nach Recherchen des Norddeutschen Rundfunks und der Süddeutschen Zeitung wird bekannt, dass seit Jahren Beamte des Ministeriums für Innere Sicherheit der Vereinigten Staaten in Deutschland stationiert sind – darunter Grenzschützer, Zöllner und Agenten des US-amerikanischen Secret Service (USSS). Sie kontrollieren für die USA u. a. in Bremerhaven und Hamburger Hafen bestimmte Schiffscontainer und Passagierlisten von Flügen in die USA und haben angeblich auch mindestens eine Festnahme am Flughafen Frankfurt Main durchgeführt.[100]
- Kempten/Deutschland: Am Landgericht Kempten beginnt der Prozess gegen den Deutsch-Libanesen Khaled el Masri wegen des Vorwurfes der Körperverletzung an einem Justizvollzugsbeamten.[101]
- Münster/Deutschland: Das Strafverfahren wegen falscher Versicherung an Eides statt gegen den Limburger Bischof Franz-Peter Tebartz-van Elst wird gegen eine Geldauflage von 20.000 Euro an die Staatsanwaltschaft Münster eingestellt.[102]
- Olbia/Italien: Durch das Sturmtief „Cleopatra“ auf der Urlaubsinsel Sardinien werden Häuser, Autos und Brücken durch Überschwemmungen zerstört, zudem finden mindestens 16 Menschen den Tod.[103][104]
- St. Petersburg/Russland: Ein Gericht entlässt zwei der Besatzungsmitglieder des festgehaltenen Greenpeace-Schiffs „Arctic Sunrise“ für eine Kaution von je 2 Millionen Rubel (umgerechnet rund 46.000 Euro).[105]

### Dienstag, 19. November 2013
- Beirut/Libanon: Bei einem Bombenanschlag vor der iranischen Botschaft im Viertel Bir Hasan werden sechs Gebäude komplett zerstört. Dabei sterben mindestens 23 Menschen.[106]
- Beledweyne/Somalia: Bei einer Explosion in einer Militärbasis von AMISOM, den Streitkräften der African Union, sterben mindestens 19 Menschen.[107]
- Berlin/Deutschland: Auf dem ehemaligen Flughafen Tempelhof findet der Deutsche Arbeitgebertag 2013 statt.[108]
- Kathmandu/Nepal: Wahl zur Verfassungsgebenden Versammlung und Parlamentswahlen.[109]
- New York/Vereinigte Staaten: Die Großbank JPMorgan Chase zahlt im Rahmen eines Vergleichs 13 Milliarden US-Dollar an die Justiz, die im Gegenzug die Ermittlungen wegen dubioser Geschäfte mit Immobilienkrediten vor und während der Finanzkrise ab 2007 einstellt. Mit einem Teil des Geldes sollen geschädigte Kunden, Immobilienbesitzer und Immobilienfinanzierer unterstützt werden.[110]
- Straßburg/Frankreich: Die Abgeordneten im Europäischen Parlament stimmten dem EU-Finanzrahmen 2014–2020 mit einem Volumen von insgesamt 960 Milliarden Euro zu.[111] Hierzu gehören auch alle EU-Förderprogramme, darunter das neue EU-Bildungsprogramm ERASMUS+, die EU-Sozial- und Regionalpolitik sowie die Forschungsförderung.[112]
- Tokio/Japan: 21. EU-Japan-Gipfel mit EU-Ratspräsident Herman Van Rompuy, EU-Kommissionspräsident José Manuel Barroso und Japans Premierminister Shinzō Abe. Geplant ist ein baldiger Abschluss der Verhandlungen über ein Freihandelsabkommen.[113]
- Washington, D.C./Vereinigte Staaten: Die Regierung veröffentlicht mehr als 1000 bislang geheim gehaltene Dokumente über Spähmaßnahmen, darunter gerichtliche Einschätzungen und Verfahrensweisen der NSA.[114]

### Mittwoch, 20. November 2013

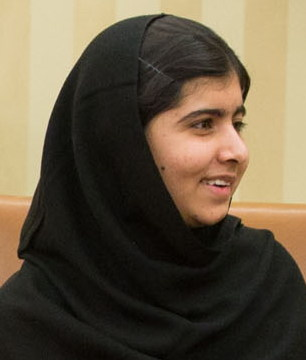
Malala Yousafzai

- Jakarta/Indonesien: Nach Berichten über Spionageaktivitäten, insbesondere über das Abhören der Handy-Telefonate des Präsidenten Susilo Bambang Yudhoyono, friert Indonesien die militärische und geheimdienstliche Zusammenarbeit mit Australien ein.[115]
- Straßburg/Frankreich: Das EU-Parlament zeichnet Malala Yousafzai mit dem Sacharow-Preis für geistige Freiheit aus.[116]

### Donnerstag, 21. November 2013
- Kiew/Ukraine: Das ukrainische Parlament lehnt alle Entwürfe für ein Sondergesetz zur medizinischen Behandlung der inhaftierten Oppositionsführerin Julija Tymoschenko in Deutschland ab. Damit sind die von der EU genannten Bedingungen für ein geplantes Assoziierungsabkommen nicht erfüllt.[117]
- London/Vereinigtes Königreich: Drei jahrzehntelang gefangengehaltene Frauen werden aus einem Haus im Londoner Stadtteil Lambeth befreit.[118]
- Peking/China: 16. China-EU-Gipfel mit EU-Ratspräsident Herman Van Rompuy, EU-Kommissionspräsident José Manuel Barroso und Chinas Ministerpräsident Li Keqiang.[119]
- Ratingen/Deutschland: Der Elektronikhersteller LG Electronics gesteht ein, dass mehrere internetfähige TV-Geräte von LG Daten über die Sehgewohnheiten ihrer Nutzer sowie über angeschlossene USB-Geräte sammeln und an den Hersteller senden, um damit unter anderem abgestimmte Werbung zu ermöglichen.[120]
- Riga/Lettland: Beim Einsturz eines Dachs kommen in einem Einkaufszentrum der Maxima Latvija mindestens 54 Menschen ums Leben, ein Großaufgebot von Helfern sucht nach Verschütteten.[121]

### Freitag, 22. November 2013

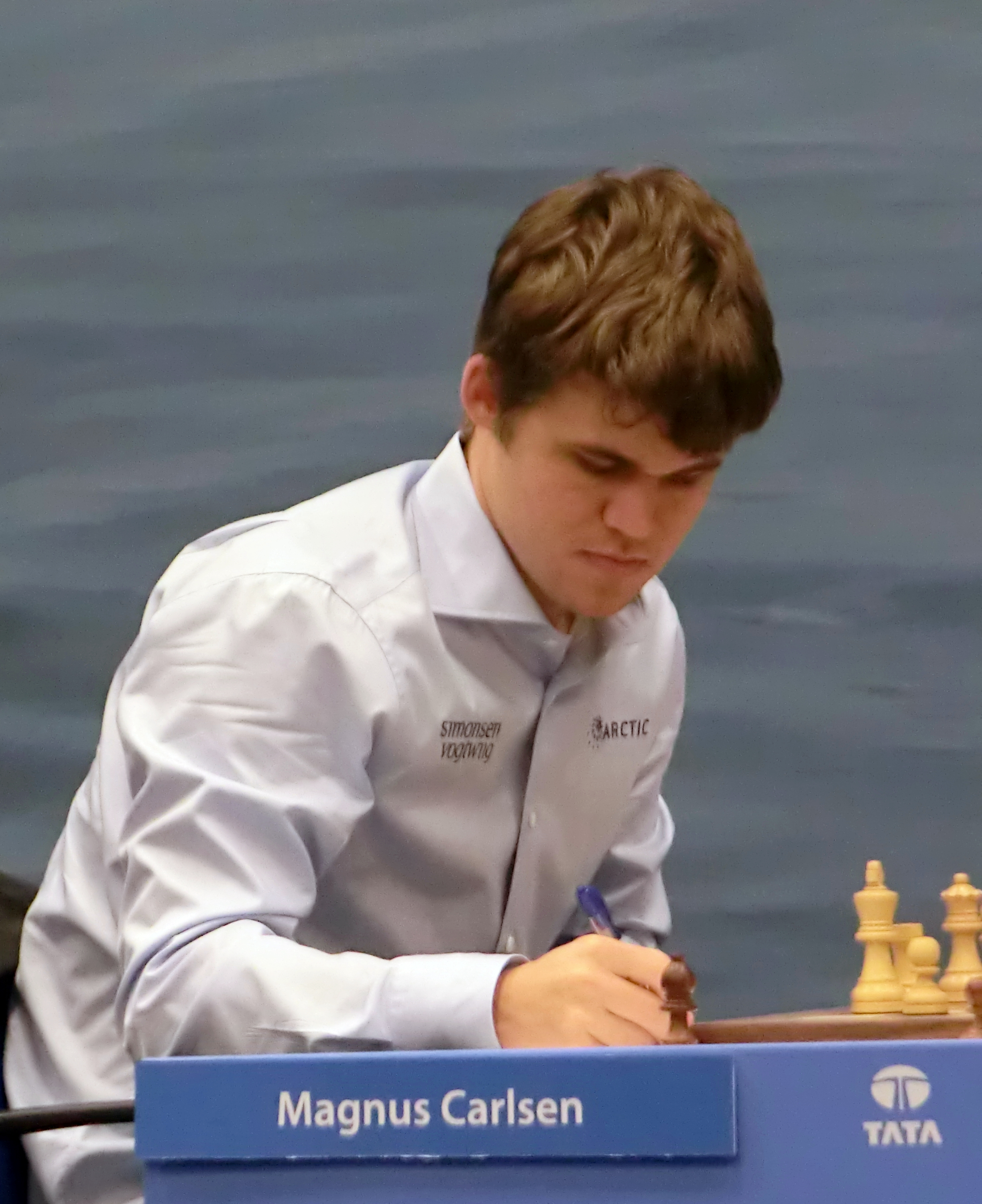
Magnus Carlsen

- Chennai/Indien: Der Norweger Magnus Carlsen gewinnt die Schachweltmeisterschaft 2013 mit 6,5 zu 3,5 gegen den bisherigen Weltmeister Viswanathan Anand.[122]
- Hamburg/Deutschland: Der Internationale Seegerichtshof ordnet die Freigabe des von Russland beschlagnahmten Greenpeace-Schiffes „Arctic Sunrise“ und die Freilassung der Besatzung gegen Kaution an. Russland erkennt das Urteil nicht an, setzt jedoch den größten Teil der Besatzung auf freien Fuß.[123]
- Kiew/Ukraine: Die ukrainische Regierung hat die Verhandlungen mit der Europäischen Union über ein Assoziierungsabkommen ausgesetzt.[124]
- Tsingtao/China: Nach einem Leck in einer Öl-Pipeline im Stadtbezirk Huangdao sterben durch die nachfolgende Explosion mindestens 47 Menschen. 166 Menschen werden verletzt und 18.000 Einwohner evakuiert.[125]

### Samstag, 23. November 2013

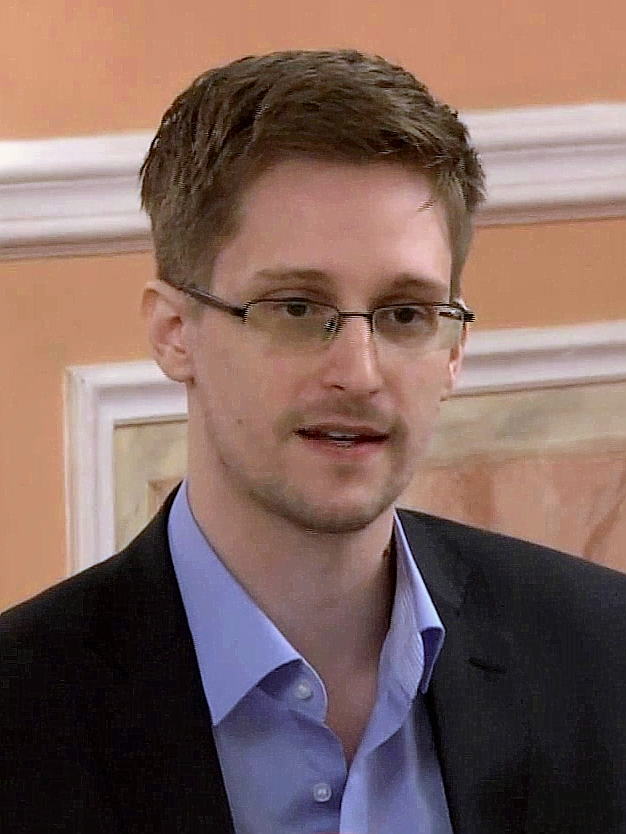
Edward Snowden

- Plessezk/Russland: Mit einer Trägerrakete vom Typ Rockot erfolgt der Start der ESA-Satellitenmission SWARM. Er ist Teil des Programms Earth Explorer Mission zur Erforschung des Erdmagnetfeldes.[126][127]
- Rotterdam/Niederlande: Die niederländische NRC Handelsblad berichtet auf Grundlage von Unterlagen des US-amerikanischen Whistleblowers Edward Snowden aus dem Jahr 2012 von der weltweiten Infiltration (Computer Network Operations) von rund 50.000 Computernetzwerken mit Schadprogrammen durch den US-Nachrichtendienst National Security Agency (NSA).[128]
- Shanghai/China: Mit der Einrichtung einer „Identifizierungszone der Luftverteidigung“ (Luftraumüberwachungszone) über die Senkaku-Inseln im Ostchinesischen Meer verschärft sich der Inselstreit mit Japan.[129]

### Sonntag, 24. November 2013
- Bamako/Mali: Die Parlamentswahl in Mali 2013 findet statt.[130]
- Banská Bystrica/Slowakei: Bei den Regionalwahlen in der Slowakei wird erstmals und überraschend der Rechtsextremist Marian Kotleba (ĽSNS) zum Regionalpräsidenten von Banskobystrický kraj (Neusohler Landschaftsverband) gewählt. Er gewinnt mit 55,6 % der Stimmen die Stichwahl gegen den sozialdemokratischen Amtsinhaber Vladimir Manka.[131][132]
- Bern/Schweiz: Drei Volksabstimmungen, darunter die «1:12 – Für gerechte Löhne» finden statt. 65,3 Prozent stimmten dabei gegen die Initiative 1:12, die vorsah, die Höhe des monatlichen Managergehalts darauf zu begrenzen, wie viel der schlechtestbezahlte Angestellte in einem Jahr verdient.
- Bissau/Guinea-Bissau: Die Parlamentswahl in Guinea-Bissau 2013 und die Präsidentschaftswahl in Guinea-Bissau 2013 finden statt.
- Genf/Schweiz: Zum Abschluss der Gespräche zum iranischen Atomprogramm verständigen sich die 5+1-Gruppe (P5+1) – Vertreter der fünf UN-Vetomächte USA, Russland, China, Großbritannien und Frankreich sowie Deutschlands – und der Iran auf ein Übergangsabkommen. Teile des Atomprogramms sollen ausgesetzt und im Gegenzug dafür die Sanktionen gelockert werden.[133]
- Kabul/Afghanistan: Die Loja Dschirga stimmt nach viertägigen Beratungen einem umstrittenen Sicherheitsabkommen (Bilateral Security Agreement) mit den USA zu. Nach Ratifizierung durch die Wolesi Dschirga und der Unterzeichnung der Präsidenten Karzai und Obama wäre eine Truppenpräsenz ab 2015 von bis zu 15.000 Soldaten möglich.[134]
- Tegucigalpa/Honduras: Die Präsidentschafts- und Parlamentswahl in Honduras 2013 findet statt.

### Montag, 25. November 2013
- Erfurt/Deutschland: Thüringens Wirtschaftsminister Matthias Machnig tritt zurück. Als Grund wird genannt, er solle den Europawahlkampf der SPD organisieren. Wegen einer Affäre um mehrfache Gehalts- bzw. Versorgungsbezüge stand Machnig unter Druck.[135]
- Paris/Frankreich: Wegen der bewaffneten Angriffe der muslimischen Séléka-Rebellenkoalition in der Zentralafrikanischen Republik beschließt Frankreich die weitere Entsendung von 1000 Soldaten, um damit die AU-Friedensmission MISCA im Land zu unterstützen. Bereits rund 400 französische Soldaten sind am Bangui M’Poko International Airport stationiert.[136]
- Zürich/Schweiz: In einem Schreiben an etwa 40 Lokalpolitiker bittet der Chef des Rohstoffkonzerns Glencore, Ivan Glasenberg, mehrere Zürcher Umlandgemeinden, die Steuern des Konzerns weiterhin anzunehmen und nicht zu spenden.[137]

### Dienstag, 26. November 2013
- Glasgow/Vereinigtes Königreich: Der schottische Ministerpräsident Alex Salmond präsentiert ein 670 Seiten umfassendes Konzept für die Unabhängigkeit Schottlands von Großbritannien.[138]

### Mittwoch, 27. November 2013
- Berlin/Deutschland: Nach fast zweimonatigen Koalitionsverhandlungen stellen CDU und SPD unter dem Titel Deutschlands Zukunft gestalten einen Koalitionsvertrag für die 18. Wahlperiode vor. Der Vertrag muss von den Parteien noch bestätigt werden, bei der SPD wird hierzu eine Mitgliederbefragung durchgeführt.[139]
- Leipzig/Deutschland: Das Bundesverwaltungsgericht weist die Klage eines Bild-Reporters auf Einsicht in die Ermittlungsakten des Bundesnachrichtendienstes zum Fall des unter mysteriösen Umständen umgekommenen CDU-Politikers Uwe Barschel ab.[140]
- Lumbini/Nepal: Archäologen entdecken am angenommenen Geburtsort Buddhas ein buddhistisches Heiligtum, das sie auf das 6. Jahrhundert v. Chr. datieren, deutlich vor dem derzeit angenommenen Beginn des Buddhismus.[141]
- Riga/Lettland: Lettlands Ministerpräsident Valdis Dombrovskis erklärt seinen Rücktritt und übernimmt damit die politische Verantwortung für den Einsturz eines Supermarktes in der Hauptstadt Riga, bei dem am 21. November 2013 mindestens 54 Menschen ums Leben gekommen waren.[142]
- Rom/Italien: Der italienische Senat schließt den ehemaligen Ministerpräsidenten Silvio Berlusconi aus, nachdem dieser rechtskräftig wegen Steuerbetrugs verurteilt wurde. Hiermit verliert Berlusconi seine politische Immunität. Mehrere weitere Prozesse sind anhängig.[143]
- Staniel Cay/Bahamas: Beim Kentern eines mit etwa 140 haitianischen Flüchtlingen besetzten zwölf Meter langen Segelboots kommen etwa 30 Menschen ums Leben.[144]

### Donnerstag, 28. November 2013

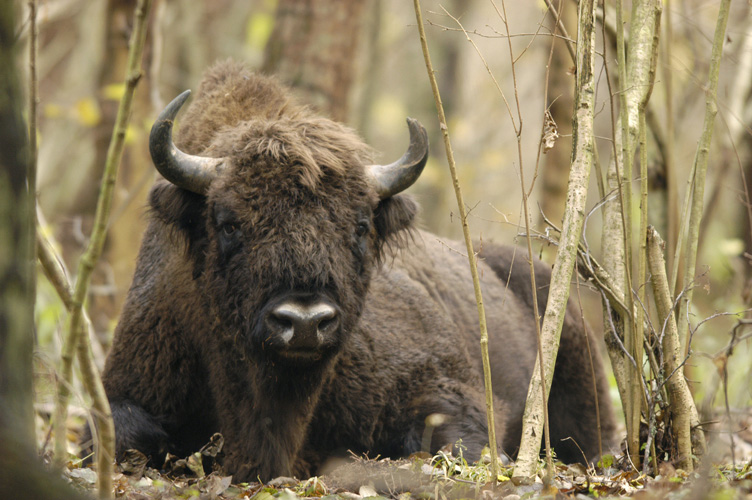
Wisent

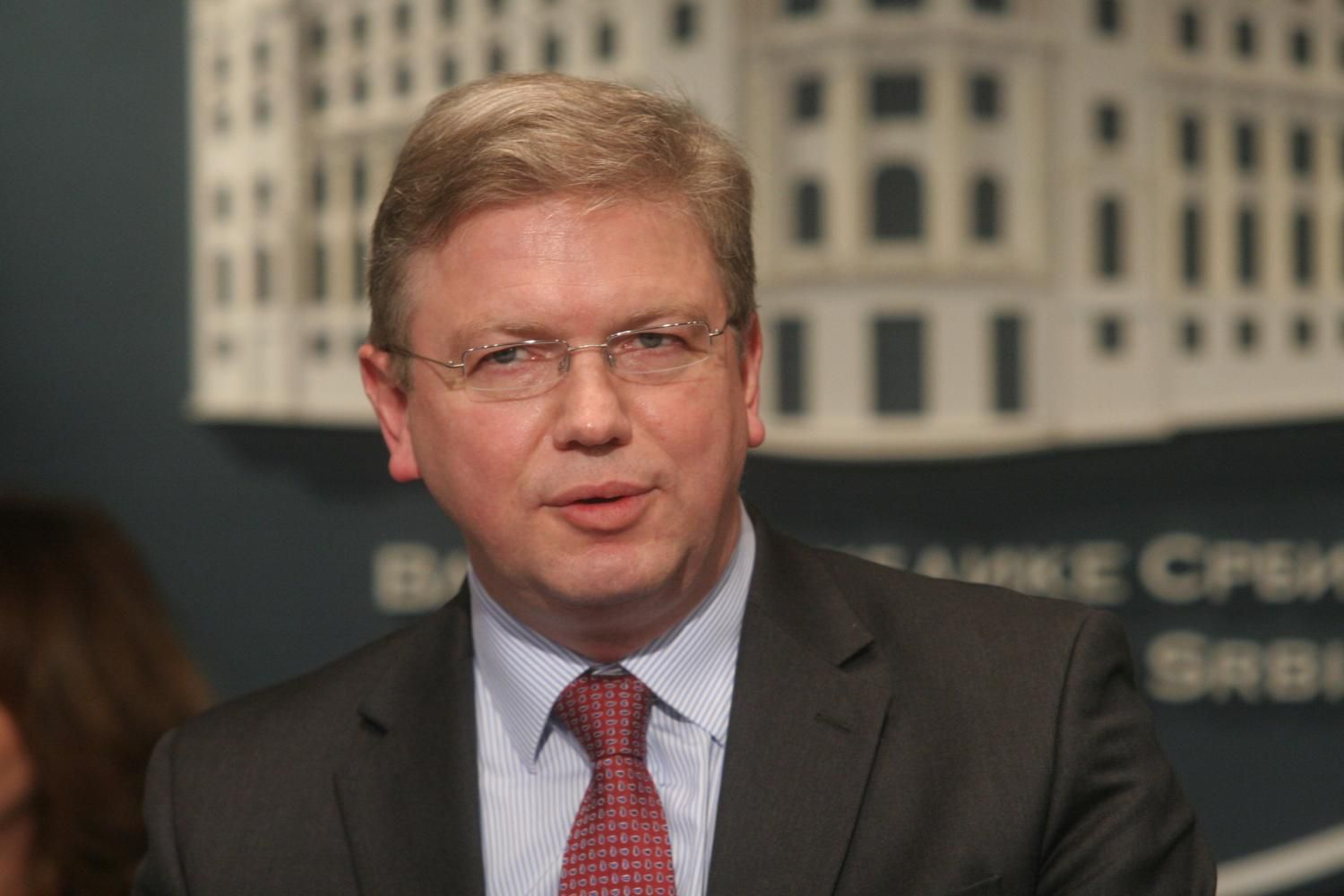
Štefan Füle, zuständig für die Östliche Partnerschaft der EU

- Berlin/Deutschland: Gegen die Stimmen von Linken und Grünen setzt der Bundestag einen sogenannten Hauptausschuss ein, der die Arbeit der noch nicht gebildeten Fachausschüsse übernehmen soll. Kritiker sehen darin einen Verstoß gegen die Artikel 45ff. des  Grundgesetzes, die die Bildung bestimmter Ausschüsse vorschreiben.[145]
- Bonn/Deutschland: Die Schutzgemeinschaft Deutsches Wild erklärt das Wisent zum Tier des Jahres für 2014 und würdigt damit die erfolgreiche Wiederansiedlung der Bisonart in Deutschland.[146]
- Hanoi/Vietnam: Das vietnamesische Parlament verabschiedet eine überarbeitete Verfassung, in der die führende Rolle der Kommunistischen Partei in Politik und Wirtschaft bekräftigt wird.[147]
- Toronto/Kanada: Nach einem Bericht des kanadischen Fernsehsenders CBC hat Kanada dem US-Geheimdienst NSA erlaubt, den G8-Gipfel in Huntsville 2010 und den G20-Gipfel in Toronto 2010 auszuspionieren.[148]
- Vilnius/Litauen: Im Rahmen der Europäischen Nachbarschaftspolitik beginnt mit Armenien, Aserbaidschan, Belarus, Georgien, Moldawien und der Ukraine das dritte Gipfeltreffen der Östlichen Partnerschaft der Europäischen Union.[149][150][151]

### Freitag, 29. November 2013
- Rundu/Namibia: Beim Absturz einer Embraer 190 der Linhas Aéreas de Moçambique im Bwabwata-Nationalpark in der Region Kavango-Ost sterben alle 34 Insassen.[152]
- Vilnius/Litauen: Im Rahmen des EU-Gipfeltreffens der Östlichen Partnerschaft schließt die EU Assoziierungsabkommen mit Georgien und Moldawien, die ebenfalls geplante Unterzeichnung mit der Ukraine wird jedoch abgesagt.[153]

### Samstag, 30. November 2013
- Manchester/Vereinigtes Königreich: Australien gewinnt nach einem Sieg im Old Trafford gegen Neuseeland die Rugby-League-Weltmeisterschaft 2013.[154]

## Weblinks

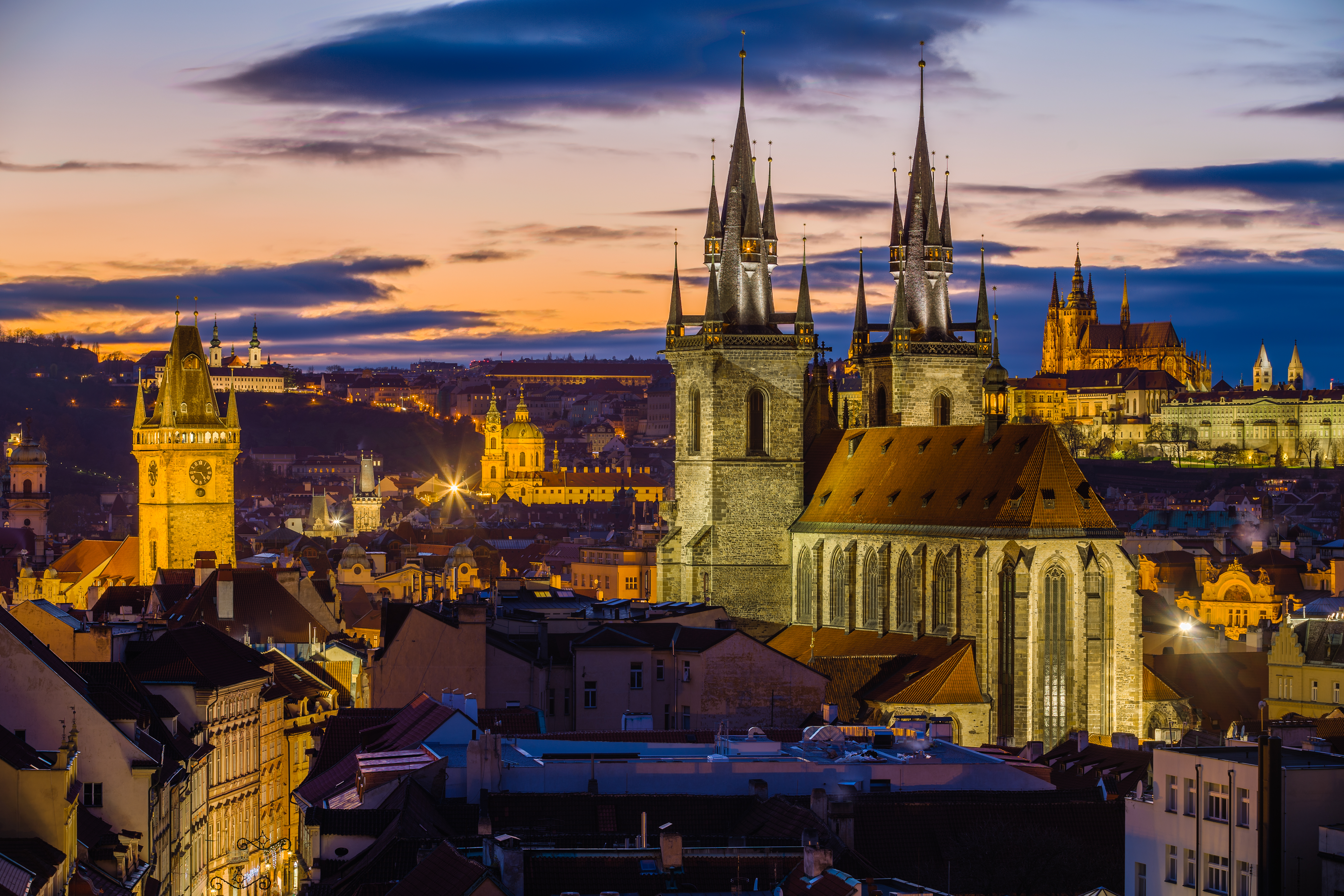
Prag im November 2013